# 本上まなみ Nature Breath
『YANMAR Premium Life 本上まなみ Nature Breath』（ヤンマー・プレミアム・ライフ ほんじょうまなみ・ネイチャー・ブレス）は、2014年4月6日から2016年3月27日までMBSラジオ・新潟放送・熊本放送の3局で放送されていた紀行番組・教養番組である。ヤンマーの一社提供。全104回。

## 概要
自然の息吹と農作物が醸す音声、そしてその中で生活する人々へのインタビューを通じて、自然あふれる日本の良さをリスナーに再認識してもらうことをコンセプトにした番組。毎回ナビゲーター兼リポーターの本上まなみが日本各地の農村・漁村を訪れ、農作物の収穫を体験したりする模様を放送していた。
番組は原則として、月ごとに定めたテーマに沿って本上がロケ先で収録してきた音声素材を4週にわたって放送。日曜日が5週ある月に限り、月末回には総集編などの特別企画を行っていた。番組公式サイトの音声アーカイブページには、MBSラジオがYouTubeにアップロードした番組動画へのリンクがあり、ラジオ放送の約1 - 3週間後からオンデマンド配信されていた。
番組は2016年3月27日放送分をもって終了。製作局のMBSラジオでは、その翌週から『本上まなみ もうひとつの京都』が同じ時間帯に放送されている。ナビゲーターの本上は引き続き同番組に出演しているが、本番組のスポンサーを務めていたヤンマーは同番組のスポンサーには名を連ねていない。公式サイトは番組の終了後にも存続しており、音声アーカイブページでのオンデマンド配信も引き続き行われている。

## 放送局
| 放送対象地域 | 放送局    | 放送日時           | 放送期間                     | 備考           |
| ------------ | --------- | ------------------ | ---------------------------- | -------------- |
| 近畿広域圏   | MBSラジオ | 日曜 17:10 - 17:40 | 2014年4月6日 - 2016年3月27日 | 製作局         |
| 新潟県       | 新潟放送  | 日曜 17:30 - 18:00 | 2014年4月6日 - 2016年3月27日 | 20分遅れ       |
| 熊本県       | 熊本放送  | 日曜 16:20 - 16:50 | 2014年4月6日 - 2016年3月27日 | 50分先行ネット |